# NGC 7658A
NGC 7658A is een lensvormig sterrenstelsel in het sterrenbeeld Kraanvogel. Het hemelobject werd op 4 september 1834 ontdekt door de Britse astronoom John Herschel.

## Synoniemen
- ESO 347-15
- MCG -7-48-2
- AM 2323-392
- PGC 71433